# 김상준 (2001년)
김상준(한국 한자: 金相駿, 2001년 10월 1일 ~ )은 대한민국의 축구 선수로, 포지션은 수비수이다.